# Dorothy Bundy
Dorothy Bundy Cheney (Los Angeles, 1º settembre 1916 – Escondido, 23 novembre 2014) è stata una tennista statunitense.
È conosciuta anche con il suo nome da sposata, Dorothy Cheney.

## Biografia
Era figlia dei tennisti Tom Bundy e May Sutton.
Durante la sua carriera vinse il singolare all'Australian Open nel 1938, battendo Dorothy Stevenson in due set (6-3, 6-2) e diventando così la prima statunitense a vincere lo Slam australiano.
Giunse in semifinale agli Internazionali di Francia del 1946, venendo battuta da Pauline Betz.
Cheney è stata tre volte finalista dei tornei di doppio femminile del Grande Slam. All'Australian Championships 1938 la Cheney e la sua compagna Dorothy Workman persero contro Nancye Wynne Bolton e Thelma Coyne Long per 9–7, 6–4. Agli U.S. National Championships 1940 la Cheney e Marjorie Gladman Van Ryn persero contro Alice Marble e Sarah Palfrey Cooke per 6–3, 9–7; queste ultime insieme formarono l'ultima coppia a vincere per 5 volte consecutive gli U.S. Championships. Agli U.S. National Championships 1940 la Cheney e Pauline Betz Addie furono sconfitte dalla coppia formata dalla Cooke e da Margaret Osborne duPont per 3–6, 6–1, 6–4.
Cheney è stata quattro volte finalista nei tornei di doppio misto del Grande Slam. Agli U.S. National Championships 1940, insieme a Jack Kramer, perse contro la Marble e Bobby Riggs per 9–7, 6–1. Agli U.S. National Championships 1944, insieme a Donald McNeill, perse in finale contro la duPont e William Talbert per 6–2, 6–3. Agli Internazionali di Francia 1946, insieme a Tom Brown, perse in finale contro la Betz Addie e Budge Patty per 7–5, 9–7. Al Torneo di Wimbledon 1946, insieme a Geoff Brown, perse da Louise Brough Clapp e Thomas Brown per 6–4, 6–4. La Cheney ha fatto parte della squadra statunitense di Wightman Cup che vinse dal 1937 al 1939 il trofeo. La Cheney vinse il singolare del torneo di Cincinnati nel 1944, battendo in finale la Betz Addie; quell'anno vinse anche il torneo di doppio. Nel 1945 a Cincinnati fu di nuovo finalista, senza vincere, sia nel singolare che nel doppio. La Cheney fu competitiva a livello agonistico fino all'età di 51 anni. Nel 1967 sconfisse Karen Krantzcke nel terzo turno del Pacific Southwest Championships per 6–2, 6–2; appena 2 settimane dopo la Krantzcke avrebbe raggiunto il terzo turno agli U.S. National Championships. A fine carriera la Cheney aveva collezionato 394 titoli della United States Tennis Association.
Secondo A. Wallis Myers e John Olliff del Daily Telegraph e del Daily Mail, la Cheney ha occupato stabilmente la top ten delle migliori tenniste dal 1937 al 1946, raggiungendo il 6º posto nel 1946. La Cheney è stata nella top ten del ranking di fine anno della United States Lawn Tennis Association dal 1936 al 1941, dal 1943 al 1946 e nel 1955. È stata la numero tre del ranking statunitense nel 1937, 1938 e 1941.
La Cheney è stata inserita nella International Tennis Hall of Fame nel 2004.
È morta nel novembre 2014 all'età di 98 anni.